# Ятга
Ятга (ятаг, ятх, [ˈjɑtʰəq]) — монгольский струнный щипковый музыкальный инструмент, разновидность цитры с подвижными кобылками (подставками под струны). Современная ятга обычно имеет 13 струн, встречаются варианты с 21 струнами.
Первое письменное упоминание этого инструмента находится в китайском словаре 1389 года, там указано, что он напоминает чжэн и имеет 13 струн; также монгольское слово «ятуган» было заимствовано в персидский язык для обозначения цитры с подвижными кобылками. Двенадцатиструнная ятга входила в придворный ансамбль во времена династии Цин. В калмыцком эпосе Джангар упоминается принцесса, игравшая на 8000-струнной ятге.
В независимой Монголии ятга вышла из моды и была забыта на 30 лет; национальное возрождение 1950-х годов вернуло и интерес к монгольской цитре, попавшей под влияние похожих корейских инструментов. Современные ятги используются в инструментальных ансамблях либо для аккомпанемента пению.
Ятга сильно варьирует в размерах: известны экземпляры длиной 1 м 14 см и 1 м 53 см, в среднем её длина составляет 1 м 30 см. У неё долблёный корпус из дерева кедра или сосны, выгибающийся вверх в центре аналогично разрезанной пополам трубе. Струны монгольской ятги делали из кетгута, для аналогичных тувинских и казахских цитр изготавливали струны из конского волоса, а современные ятги Внутренней Монголии имеют шёлковые или металлические струны и два ряда кобылок. Струны защипывают ногтями или накладками на ногти правой руки, левая рука давит на струны для получения украшений звука вроде вибрато.
Традиционная поза для исполнения музыки на ятге — на одном колене, так, чтобы один край инструмента лежал на земле. Современные исполнители обычно сидят на стуле, либо опирая ятгу о колено и оставляя край на полу, либо сидя за инструментом, установленным на горизонтальную подставку.
Струны ятги традиционно настраивались в пентатонику по китайскому тону чжи. В XVIII—XIX веках в монастырях употреблялась собственная нотация для ятги.

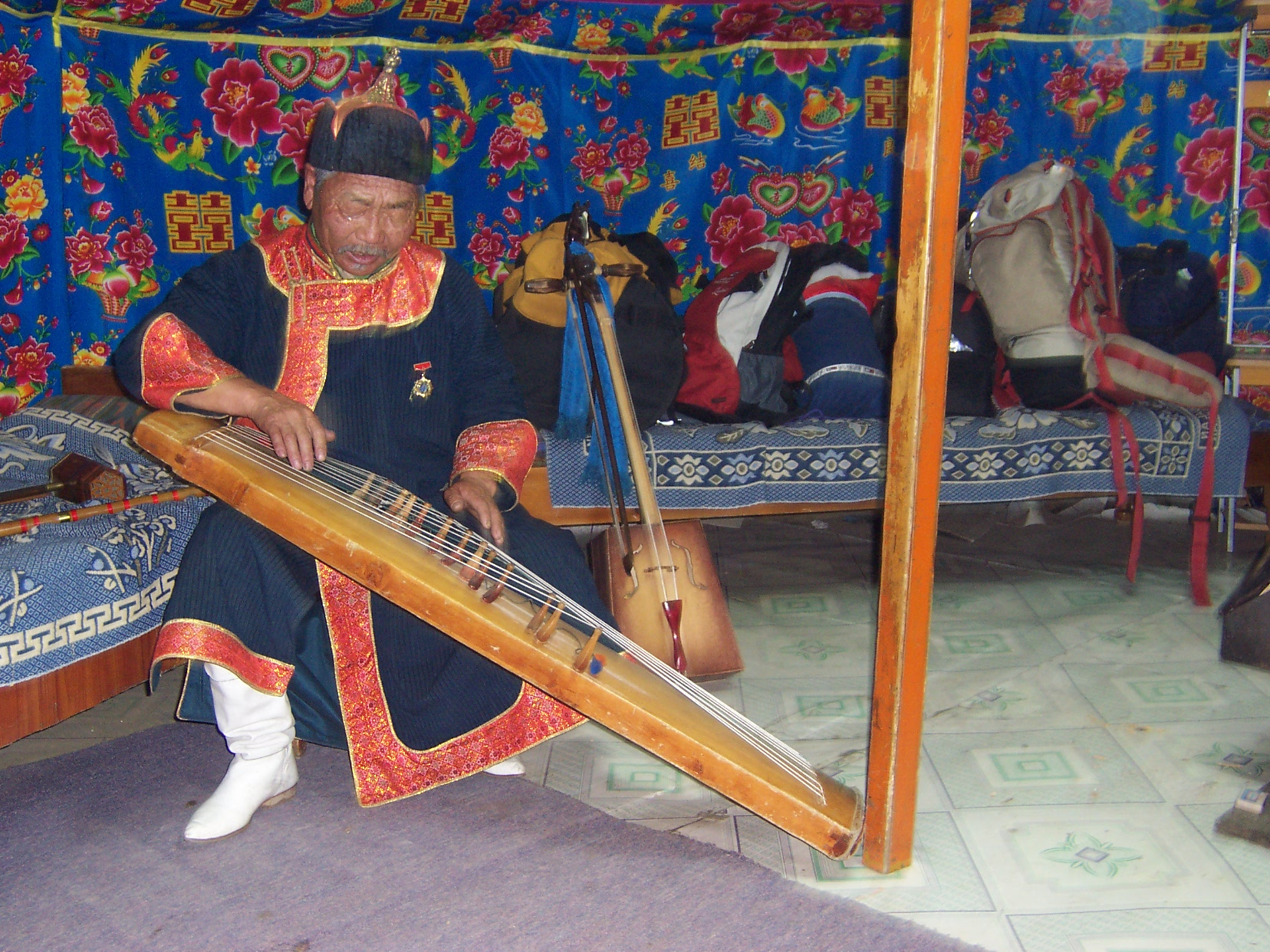
Традиционная поза для игры
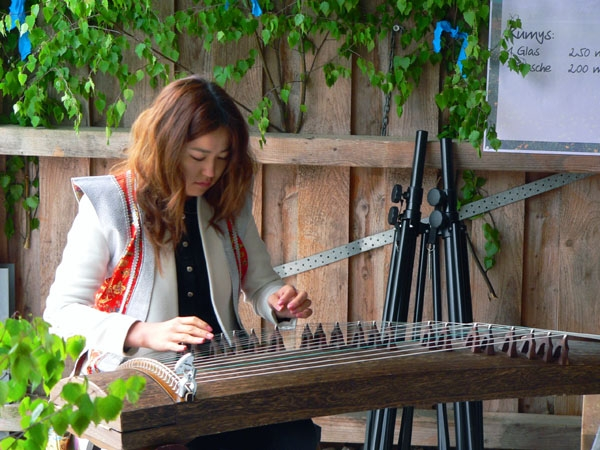
Современная ятга на подставке
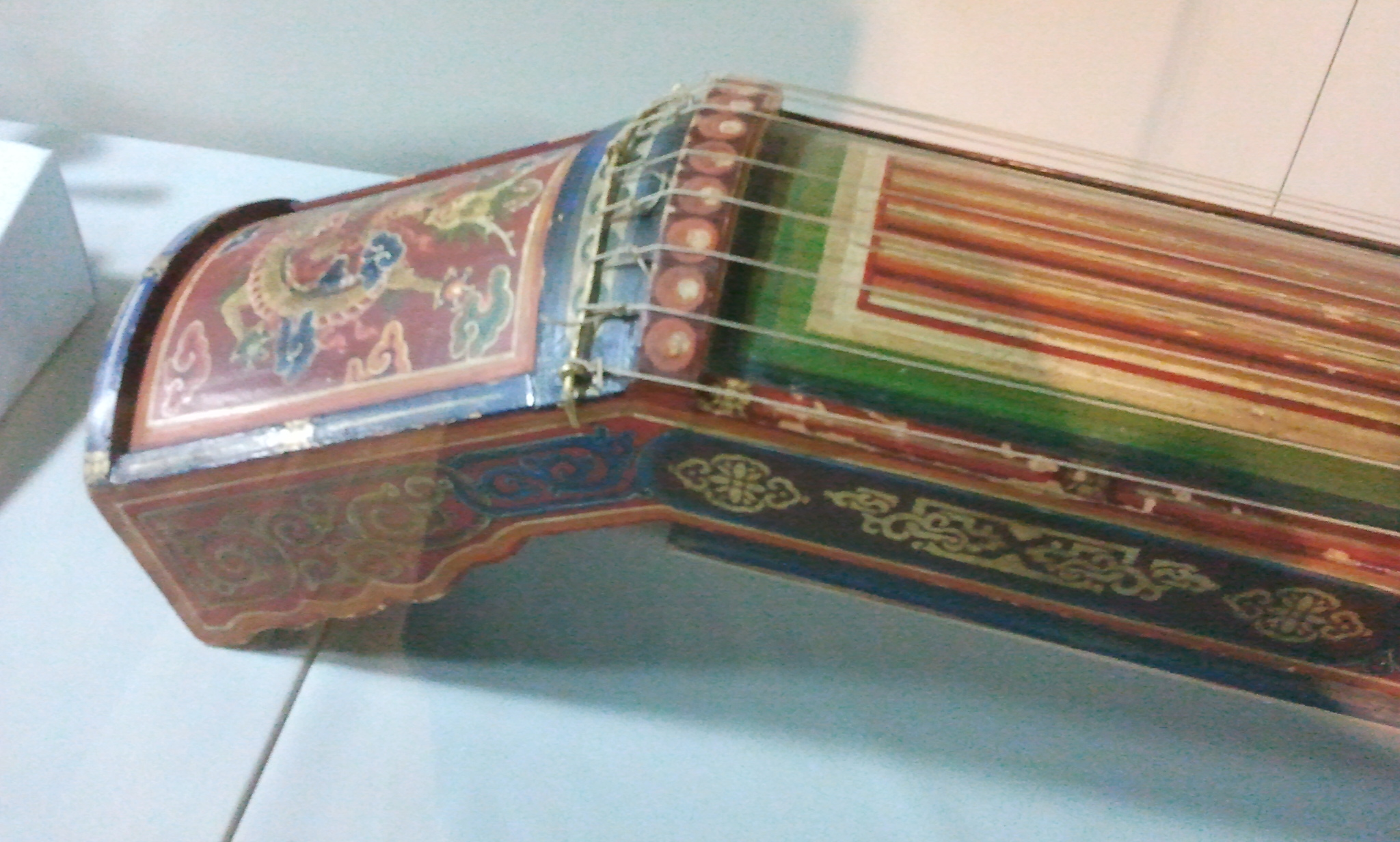
Украшенный край инструмента